# Take That/Diskografie
Diese Diskografie ist eine Übersicht über die musikalischen Werke der britischen Pop-Band und früheren Boygroup Take That. Den Schallplattenauszeichnungen zufolge hat sie bisher mehr als 41,7 Millionen Tonträger verkauft, davon alleine in ihrem Heimatland über 28,7 Millionen. Ihre erfolgreichste Veröffentlichung ist das dritte Studioalbum Nobody Else mit über sechs Millionen verkauften Einheiten.

## Alben

### Studioalben
| Jahr | Titel Musiklabel                     | Höchstplatzierung, Gesamtwochen, AuszeichnungChartplatzierungen (Jahr, Titel, Musiklabel, Platzierungen, Wochen, Auszeichnungen, Anmerkungen) | Höchstplatzierung, Gesamtwochen, AuszeichnungChartplatzierungen (Jahr, Titel, Musiklabel, Platzierungen, Wochen, Auszeichnungen, Anmerkungen) | Höchstplatzierung, Gesamtwochen, AuszeichnungChartplatzierungen (Jahr, Titel, Musiklabel, Platzierungen, Wochen, Auszeichnungen, Anmerkungen) | Höchstplatzierung, Gesamtwochen, AuszeichnungChartplatzierungen (Jahr, Titel, Musiklabel, Platzierungen, Wochen, Auszeichnungen, Anmerkungen) | Höchstplatzierung, Gesamtwochen, AuszeichnungChartplatzierungen (Jahr, Titel, Musiklabel, Platzierungen, Wochen, Auszeichnungen, Anmerkungen) | Anmerkungen                                                   |
| Jahr | Titel Musiklabel                     | DE | AT | CH | UK | US | Anmerkungen                                                   |
| ---- | ------------------------------------ | --- | --- | --- | --- | --- | ------------------------------------------------------------- |
| 1992 | Take That & Party RCA Records (BMG)  | DE28 (26 Wo.)DE | — | — | UK2 ×2Doppelplatin · (82 Wo.)UK | — | Erstveröffentlichung: 17. August 1992 Verkäufe: + 600.000     |
| 1993 | Everything Changes RCA Records (BMG) | DE4 Platin · (53 Wo.)DE | AT7 Gold · (30 Wo.)AT | CH9 Platin · (39 Wo.)CH | UK1 ×4Vierfachplatin · (88 Wo.)UK | — | Erstveröffentlichung: 11. Oktober 1993 Verkäufe: + 1.775.000  |
| 1995 | Nobody Else RCA Records (BMG)        | DE1 Gold · (28 Wo.)DE | AT1 Gold · (20 Wo.)AT | CH1 Gold · (22 Wo.)CH | UK1 ×2Doppelplatin · (45 Wo.)UK | US69 (19 Wo.)US | Erstveröffentlichung: 1. Mai 1995 Verkäufe: + 6.000.000       |
| 2006 | Beautiful World Polydor (UMG)        | DE2 Platin · (35 Wo.)DE | AT8 (10 Wo.)AT | CH6 Gold · (23 Wo.)CH | UK1 ×9Neunfachplatin · (132 Wo.)UK | — | Erstveröffentlichung: 24. November 2006 Verkäufe: + 3.000.000 |
| 2008 | The Circus Polydor (UMG)             | DE14 (13 Wo.)DE | AT42 (6 Wo.)AT | CH22 (13 Wo.)CH | UK1 ×7Siebenfachplatin · (73 Wo.)UK | — | Erstveröffentlichung: 28. November 2008 Verkäufe: + 2.230.000 |
| 2010 | Progress Polydor (UMG)               | DE1 Platin · (43 Wo.)DE | AT2 Platin · (12 Wo.)AT | CH2 Gold · (20 Wo.)CH | UK1 ×8Achtfachplatin · (59 Wo.)UK | — | Erstveröffentlichung: 15. November 2010 Verkäufe: + 2.655.000 |
| 2014 | III Polydor (UMG)                    | DE26 (5 Wo.)DE | — | CH59 (1 Wo.)CH | UK1 Platin · (36 Wo.)UK | — | Erstveröffentlichung: 28. November 2014 Verkäufe: + 300.000   |
| 2017 | Wonderland Polydor (UMG)             | DE19 (2 Wo.)DE | AT47 (1 Wo.)AT | CH28 (1 Wo.)CH | UK2 Gold · (15 Wo.)UK | — | Erstveröffentlichung: 24. März 2017 Verkäufe: + 100.000       |
| 2023 | This Life EMI Records (UMG)          | DE8 (3 Wo.)DE | AT39 (1 Wo.)AT | CH14 (3 Wo.)CH | UK1 Gold · (6 Wo.)UK | — | Erstveröffentlichung: 24. November 2023 Verkäufe: + 100.000   |

### Livealben
| Jahr | Titel Musiklabel                                                    | Höchstplatzierung, Gesamtwochen, AuszeichnungChartplatzierungen (Jahr, Titel, Musiklabel, Platzierungen, Wochen, Auszeichnungen, Anmerkungen) | Höchstplatzierung, Gesamtwochen, AuszeichnungChartplatzierungen (Jahr, Titel, Musiklabel, Platzierungen, Wochen, Auszeichnungen, Anmerkungen) | Höchstplatzierung, Gesamtwochen, AuszeichnungChartplatzierungen (Jahr, Titel, Musiklabel, Platzierungen, Wochen, Auszeichnungen, Anmerkungen) | Höchstplatzierung, Gesamtwochen, AuszeichnungChartplatzierungen (Jahr, Titel, Musiklabel, Platzierungen, Wochen, Auszeichnungen, Anmerkungen) | Höchstplatzierung, Gesamtwochen, AuszeichnungChartplatzierungen (Jahr, Titel, Musiklabel, Platzierungen, Wochen, Auszeichnungen, Anmerkungen) | Anmerkungen                                                 |
| Jahr | Titel Musiklabel                                                    | DE | AT | CH | UK | US | Anmerkungen                                                 |
| ---- | ------------------------------------------------------------------- | --- | --- | --- | --- | --- | ----------------------------------------------------------- |
| 2009 | The Greatest Day – Take That Present: The Circus Live Polydor (UMG) | — | — | — | UK3 Platin · (12 Wo.)UK | — | Erstveröffentlichung: 30. November 2009 Verkäufe: + 315.000 |
| 2011 | Progress Live Polydor (UMG)                                         | — | — | — | UK12 Gold · (10 Wo.)UK | — | Erstveröffentlichung: 21. November 2011 Verkäufe: + 100.000 |
| 2019 | Odyssey: Greatest Hits Live Eagle Vision (UMG)                      | — | — | — | UK5 (6 Wo.)UK | — | Erstveröffentlichung: 15. November 2019                     |

### Kompilationen
| Jahr | Titel Musiklabel                                              | Höchstplatzierung, Gesamtwochen, AuszeichnungChartplatzierungen (Jahr, Titel, Musiklabel, Platzierungen, Wochen, Auszeichnungen, Anmerkungen) | Höchstplatzierung, Gesamtwochen, AuszeichnungChartplatzierungen (Jahr, Titel, Musiklabel, Platzierungen, Wochen, Auszeichnungen, Anmerkungen) | Höchstplatzierung, Gesamtwochen, AuszeichnungChartplatzierungen (Jahr, Titel, Musiklabel, Platzierungen, Wochen, Auszeichnungen, Anmerkungen) | Höchstplatzierung, Gesamtwochen, AuszeichnungChartplatzierungen (Jahr, Titel, Musiklabel, Platzierungen, Wochen, Auszeichnungen, Anmerkungen) | Höchstplatzierung, Gesamtwochen, AuszeichnungChartplatzierungen (Jahr, Titel, Musiklabel, Platzierungen, Wochen, Auszeichnungen, Anmerkungen) | Anmerkungen                                                   |
| Jahr | Titel Musiklabel                                              | DE | AT | CH | UK | US | Anmerkungen                                                   |
| ---- | ------------------------------------------------------------- | --- | --- | --- | --- | --- | ------------------------------------------------------------- |
| 1996 | Greatest Hits RCA Records (BMG)                               | DE1 Platin · (28 Wo.)DE | AT1 Platin · (16 Wo.)AT | CH2 Platin · (17 Wo.)CH | UK1 ×4Vierfachplatin · (64 Wo.)UK | — | Erstveröffentlichung: 1. März 1996 Verkäufe: + 2.469.419      |
| 2002 | Forever…Greatest Hits RCA Records (BMG)                       | — | — | — | — | — | Erstveröffentlichung: 2002 nur in Asien veröffentlicht        |
| 2005 | Never Forget – The Ultimate Collection RCA Records (Sony BMG) | DE91 Gold · (3 Wo.)DE | — | CH73 (1 Wo.)CH | UK2 ×8Achtfachplatin · (218 Wo.)UK | — | Erstveröffentlichung: 14. November 2005 Verkäufe: + 2.545.000 |
| 2018 | Odyssey Polydor (UMG)                                         | DE18 (3 Wo.)DE | AT55 (1 Wo.)AT | CH45 (1 Wo.)CH | UK1 Platin · (34 Wo.)UK | — | Erstveröffentlichung: 23. November 2018 Verkäufe: + 300.000   |

### EPs
| Jahr | Titel Musiklabel                 | Anmerkungen                             |
| ---- | -------------------------------- | --------------------------------------- |
| 2011 | Progressed Polydor (UMG)         | Erstveröffentlichung: 10. Juni 2011     |
| 2015 | III – 2015 Edition Polydor (UMG) | Erstveröffentlichung: 21. November 2015 |

## Singles
| Jahr | Titel Album                                     | Höchstplatzierung, Gesamtwochen, AuszeichnungChartplatzierungen (Jahr, Titel, Album, Platzierungen, Wochen, Auszeichnungen, Anmerkungen) | Höchstplatzierung, Gesamtwochen, AuszeichnungChartplatzierungen (Jahr, Titel, Album, Platzierungen, Wochen, Auszeichnungen, Anmerkungen) | Höchstplatzierung, Gesamtwochen, AuszeichnungChartplatzierungen (Jahr, Titel, Album, Platzierungen, Wochen, Auszeichnungen, Anmerkungen) | Höchstplatzierung, Gesamtwochen, AuszeichnungChartplatzierungen (Jahr, Titel, Album, Platzierungen, Wochen, Auszeichnungen, Anmerkungen) | Höchstplatzierung, Gesamtwochen, AuszeichnungChartplatzierungen (Jahr, Titel, Album, Platzierungen, Wochen, Auszeichnungen, Anmerkungen) | Anmerkungen                                              |
| Jahr | Titel Album                                     | DE | AT | CH | UK | US | Anmerkungen                                              |
| ---- | ----------------------------------------------- | --- | --- | --- | --- | --- | -------------------------------------------------------- |
| 1991 | Do What U Like Take That & Party                | — | — | — | — | — | Erstveröffentlichung: 22. Juli 1991                      |
| 1991 | Promises Take That & Party                      | — | — | — | UK38 (2 Wo.)UK | — | Erstveröffentlichung: 18. November 1991                  |
| 1992 | Once You’ve Tasted Love Take That & Party       | — | — | — | UK47 (3 Wo.)UK | — | Erstveröffentlichung: 3. Februar 1992                    |
| 1992 | It Only Takes a Minute Take That & Party        | — | — | — | UK7 (8 Wo.)UK | — | Erstveröffentlichung: 1. Juni 1992                       |
| 1992 | I Found Heaven Take That & Party                | DE56 (7 Wo.)DE | — | — | UK15 (6 Wo.)UK | — | Erstveröffentlichung: 10. August 1992                    |
| 1992 | A Million Love Songs Take That & Party          | — | — | — | UK7 Gold · (10 Wo.)UK | — | Erstveröffentlichung: 5. Oktober 1992                    |
| 1992 | Could It Be Magic Take That & Party             | DE37 (16 Wo.)DE | — | — | UK3 Silber · (12 Wo.)UK | — | Erstveröffentlichung: 30. November 1992                  |
| 1993 | Why Can’t I Wake Up with You Everything Changes | DE68 (8 Wo.)DE | — | — | UK2 Silber · (10 Wo.)UK | — | Erstveröffentlichung: 20. Februar 1993                   |
| 1993 | Pray Everything Changes                         | DE21 (16 Wo.)DE | AT24 (5 Wo.)AT | CH24 (9 Wo.)CH | UK1 Gold · (11 Wo.)UK | — | Erstveröffentlichung: 5. Juli 1993                       |
| 1993 | Relight My Fire Everything Changes              | DE18 (21 Wo.)DE | AT27 (3 Wo.)AT | CH18 (13 Wo.)CH | UK1 Gold · (14 Wo.)UK | — | Erstveröffentlichung: 27. September 1993 feat. Lulu      |
| 1993 | Babe Everything Changes                         | DE9 Gold · (24 Wo.)DE | AT12 (14 Wo.)AT | CH8 (24 Wo.)CH | UK1 Platin · (10 Wo.)UK | — | Erstveröffentlichung: 13. Dezember 1993                  |
| 1994 | Everything Changes                              | DE17 (16 Wo.)DE | AT26 (4 Wo.)AT | CH22 (13 Wo.)CH | UK1 Gold · (13 Wo.)UK | — | Erstveröffentlichung: 28. März 1994                      |
| 1994 | Love Ain’t Here Anymore Everything Changes      | DE39 (15 Wo.)DE | — | — | UK3 Silber · (15 Wo.)UK | — | Erstveröffentlichung: 17. Mai 1994                       |
| 1994 | Sure Nobody Else                                | DE24 (16 Wo.)DE | — | CH24 (11 Wo.)CH | UK1 Silber · (15 Wo.)UK | — | Erstveröffentlichung: 3. Oktober 1994                    |
| 1995 | Back for Good Nobody Else                       | DE1 Gold · (31 Wo.)DE | AT3 Gold · (16 Wo.)AT | CH2 (29 Wo.)CH | UK1 ×2Doppelplatin · (18 Wo.)UK | US7 (30 Wo.)US | Erstveröffentlichung: 27. März 1995                      |
| 1995 | Never Forget Nobody Else                        | DE10 (16 Wo.)DE | AT17 (9 Wo.)AT | CH6 (14 Wo.)CH | UK1 Platin · (19 Wo.)UK | — | Erstveröffentlichung: 24. Juli 1995                      |
| 1996 | How Deep Is Your Love Greatest Hits             | DE7 (16 Wo.)DE | AT7 (12 Wo.)AT | CH5 (22 Wo.)CH | UK1 Platin · (17 Wo.)UK | — | Erstveröffentlichung: 26. Februar 1996                   |
| 2005 | Relight My Fire (Element Remix) –               | — | — | — | — | — | Erstveröffentlichung: 2005                               |
| 2006 | Patience Beautiful World                        | DE1 Gold · (20 Wo.)DE | AT4 (17 Wo.)AT | CH1 (35 Wo.)CH | UK1 ×2Doppelplatin · (56 Wo.)UK | — | Erstveröffentlichung: 13. November 2006                  |
| 2007 | Shine Beautiful World                           | DE21 (9 Wo.)DE | AT24 (8 Wo.)AT | CH27 (14 Wo.)CH | UK1 ×2Doppelplatin · (60 Wo.)UK | — | Erstveröffentlichung: 26. Februar 2007                   |
| 2007 | I’d Wait for Life Beautiful World               | — | — | — | UK17 (3 Wo.)UK | — | Erstveröffentlichung: 18. Juni 2007                      |
| 2007 | Reach Out Beautiful World                       | DE44 (9 Wo.)DE | AT64 (5 Wo.)AT | — | — | — | Erstveröffentlichung: 28. Juni 2007                      |
| 2007 | Rule the World Beautiful World                  | DE15 (15 Wo.)DE | AT50 (3 Wo.)AT | CH25 (15 Wo.)CH | UK2 ×3Dreifachplatin · (102 Wo.)UK | — | Erstveröffentlichung: 22. Oktober 2007                   |
| 2008 | Greatest Day The Circus                         | DE27 (9 Wo.)DE | AT43 (3 Wo.)AT | — | UK1 Platin · (28 Wo.)UK | — | Erstveröffentlichung: 24. November 2008                  |
| 2009 | Up All Night The Circus                         | — | — | — | UK14 Silber · (13 Wo.)UK | — | Erstveröffentlichung: 2. März 2009                       |
| 2009 | The Garden The Circus                           | DE20 (9 Wo.)DE | AT48 (3 Wo.)AT | CH36 (7 Wo.)CH | UK97 (1 Wo.)UK | — | Erstveröffentlichung: 20. März 2009                      |
| 2009 | Said It All The Circus                          | — | — | — | UK9 Silber · (12 Wo.)UK | — | Erstveröffentlichung: 15. Juni 2009                      |
| 2010 | The Flood Progress                              | DE12 Gold · (25 Wo.)DE | AT14 (19 Wo.)AT | CH6 (21 Wo.)CH | UK2 Platin · (20 Wo.)UK | — | Erstveröffentlichung: 15. Oktober 2010                   |
| 2010 | SOS Progress                                    | — | — | — | UK91 (1 Wo.)UK | — | Erstveröffentlichung: Dezember 2010                      |
| 2011 | Kidz Progress                                   | DE20 (6 Wo.)DE | AT58 (1 Wo.)AT | — | UK28 Silber · (8 Wo.)UK | — | Erstveröffentlichung: 20. Februar 2011                   |
| 2011 | Happy Now Progress                              | — | — | — | UK52 (4 Wo.)UK | — | Erstveröffentlichung: 18. März 2011                      |
| 2011 | Love Love Progressed                            | — | — | — | UK15 (11 Wo.)UK | — | Erstveröffentlichung: 11. Mai 2011                       |
| 2011 | When We Were Young Progressed                   | — | — | — | UK88 (1 Wo.)UK | — | Erstveröffentlichung: 11. Juli 2011                      |
| 2014 | These Days III                                  | DE31 (11 Wo.)DE | — | — | UK1 Platin · (20 Wo.)UK | — | Erstveröffentlichung: 23. November 2014                  |
| 2015 | Let in the Sun III                              | — | — | — | — | — | Erstveröffentlichung: 9. März 2015                       |
| 2015 | Higher than Higher III                          | — | — | — | — | — | Erstveröffentlichung: 8. Juni 2015                       |
| 2015 | Hey Boy III – 2015 Edition                      | — | — | — | UK56 (1 Wo.)UK | — | Erstveröffentlichung: 16. Oktober 2015                   |
| 2016 | Cry –                                           | — | — | — | UK21 Silber · (8 Wo.)UK | — | Erstveröffentlichung: 20. Mai 2016 Sigma feat. Take That |
| 2017 | Giants Wonderland                               | — | — | — | UK13 Silber · (3 Wo.)UK | — | Erstveröffentlichung: 17. Februar 2017                   |
| 2018 | Out of our Heads Odyssey                        | — | — | — | — | — | Erstveröffentlichung: 11. Oktober 2018                   |
| 2018 | Pray (Odyssey Version) Odyssey                  | — | — | — | — | — | Erstveröffentlichung: 21. November 2018                  |
| 2023 | Windows This Life                               | — | — | — | — | — | Erstveröffentlichung: 22. September 2023                 |
| 2023 | Brand New Sun This Life                         | — | — | — | — | — | Erstveröffentlichung: 17. Oktober 2023                   |
| 2023 | This Life                                       | — | — | — | — | — | Erstveröffentlichung: 3. November 2023                   |

## Videoalben und Musikvideos

### Videoalben
| Jahr | Titel                                      | Höchstplatzierung, Gesamtwochen, AuszeichnungChartplatzierungen (Jahr, Titel, Platzierungen, Wochen, Auszeichnungen, Anmerkungen) | Höchstplatzierung, Gesamtwochen, AuszeichnungChartplatzierungen (Jahr, Titel, Platzierungen, Wochen, Auszeichnungen, Anmerkungen) | Höchstplatzierung, Gesamtwochen, AuszeichnungChartplatzierungen (Jahr, Titel, Platzierungen, Wochen, Auszeichnungen, Anmerkungen) | Höchstplatzierung, Gesamtwochen, AuszeichnungChartplatzierungen (Jahr, Titel, Platzierungen, Wochen, Auszeichnungen, Anmerkungen) | Höchstplatzierung, Gesamtwochen, AuszeichnungChartplatzierungen (Jahr, Titel, Platzierungen, Wochen, Auszeichnungen, Anmerkungen) | Anmerkungen                             |
| Jahr | Titel                                      | DE | AT | CH | UK | US | Anmerkungen                             |
| ---- | ------------------------------------------ | --- | --- | --- | --- | --- | --------------------------------------- |
| 1992 | Take That & Party                          | DE— GoldDE | — | — | UK3 Gold · (104 Wo.)UK | — | Erstveröffentlichung: 1992              |
| 1993 | The Party – Live at Wembley                | DE— GoldDE | — | — | UK2 Platin · (115 Wo.)UK | — | Erstveröffentlichung: 1993              |
| 1994 | Everything Changes                         | DE— GoldDE | — | — | UK1 ×3Dreifachplatin · (98 Wo.)UK                                                                                                 | — | Erstveröffentlichung: 1994              |
| 1994 | Live in Berlin                             | DE— PlatinDE | — | — | UK1 ×3Dreifachplatin · (97 Wo.)UK                                                                                                 | — | Erstveröffentlichung: 1994              |
| 1995 | Hometown / Live at Manchester G-Mex        | DE— GoldDE | — | — | UK1 ×2Doppelplatin · (59 Wo.)UK                                                                                                   | — | Erstveröffentlichung: 1995              |
| 1995 | Nobody Else / Live at London’s Earls Court | DE— GoldDE | — | — | UK2 ×2Doppelplatin · (51 Wo.)UK                                                                                                   | — | Erstveröffentlichung: 1995              |
| 1996 | Greatest Hits                              | DE— GoldDE | — | — | UK1 Platin · (45 Wo.)UK | — | Erstveröffentlichung: 1996              |
| 2005 | Never Forget – The Ultimate Collection     | — | — | — | — | — | Erstveröffentlichung: 2005              |
| 2006 | The Ultimate Tour                          | — | — | — | UK1 ×5Fünffachplatin · (60 Wo.)UK                                                                                                 | — | Erstveröffentlichung: 2006              |
| 2008 | Beautiful World Live                       | — | — | CH6 (1 Wo.)CH | UK1 ×3Dreifachplatin · (96 Wo.)UK                                                                                                 | — | Erstveröffentlichung: 22. Dezember 2008 |
| 2009 | Take That present The Circus Live          | — | — | — | UK1 ×11Elffachplatin · (124 Wo.)UK                                                                                                | — | Erstveröffentlichung: 23. November 2009 |
| 2011 | Progress Live                              | — | AT10 (1 Wo.)AT | CH4 (3 Wo.)CH | UK1 ×7Siebenfachplatin · (76 Wo.)UK                                                                                               | — | Erstveröffentlichung: 28. November 2011 |
| 2015 | III – 2015 Edition: Take That Live 2015    | — | — | — | UK4 (101 Wo.)UK | — | Erstveröffentlichung: 11. Dezember 2015 |

### Musikvideos
| Jahr | Titel                           | Regie            |
| ---- | ------------------------------- | ---------------- |
| 1991 | Do What U Like                  | Willie Smax      |
| 1991 | Promises                        | Willie Smax      |
| 1992 | Once You’ve Tasted Love         | James LeBon      |
| 1992 | It Only Takes a Minute          | Willie Smax      |
| 1992 | I Found Heaven                  | Willie Smax      |
| 1992 | A Million Love Songs            | Brad Langford    |
| 1992 | Could It Be Magic               | Saffie Ashtiany  |
| 1993 | Why Can’t I Wake Up with You    | Grant Hodgson    |
| 1993 | Pray                            | Greg Masuak      |
| 1993 | Pray (Canadian Version)         | Linda Krendosn   |
| 1993 | Relight My Fire                 | Jimmy Fletcher   |
| 1993 | Babe                            | Greg Masuak      |
| 1994 | Everything Changes              | Greg Masuak      |
| 1994 | Love Ain’t Here Anymore         | Grant Hodgson    |
| 1994 | Sure                            | Greg Masuak      |
| 1995 | Back for Good                   | Vaughan Arnell   |
| 1995 | Never Forget                    | David Amphlett   |
| 1995 | Sunday to Saturday              | David Amphlett   |
| 1996 | How Deep Is Your Love           | Nicholas Brandt  |
| 2005 | Relight My Fire (Element Remix) | Jimmy Fletcher   |
| 2006 | Patience                        | David Mould      |
| 2007 | Shine                           | Justin Dickel    |
| 2007 | I’d Wait for Life               | Sean Sparengo    |
| 2007 | Reach Out                       | Sean Sparengo    |
| 2007 | Rule the World                  | Barney Clay      |
| 2007 | Rule the World (Band Version)   | Barney Clay      |
| 2008 | Greatest Day                    | Meiert Avis      |
| 2009 | Up All Night                    | Daniel Wolfe     |
| 2009 | The Garden                      | Daniel Wolfe     |
| 2009 | Said It All                     | Lindy Heymann    |
| 2009 | Hold Up a Light                 | John Porter      |
| 2010 | The Flood                       | Matt Whitecross  |
| 2011 | Kidz                            | Matt Whitecross  |
| 2011 | Happy Now                       | Troy Duffy       |
| 2011 | Love Love                       | AlexandLiane     |
| 2011 | When We Were Young              | Paul Gore        |
| 2014 | These Days                      | Henry Scholfield |
| 2015 | Let in the Sun                  | Mike Sharpe      |
| 2015 | Higher than Higher              |                  |
| 2015 | Hey Boy                         |                  |
| 2016 | Cry                             | Georgia Hudson   |
| 2017 | Giants                          | Mat Whitecross   |
| 2017 | New Day                         | Gregg Masuak     |
| 2018 | Pray (Odyssey Version)          |                  |
| 2018 | Out of our Heads                |                  |

## Boxsets
| Jahr | Titel Musiklabel                               | Anmerkungen                                          |
| ---- | ---------------------------------------------- | ---------------------------------------------------- |
| 2006 | The Platinum Collection RCA Records (Sony BMG) | Erstveröffentlichung: 27. November 2006 · UK: Silber |

## Promoveröffentlichungen
Promo-Singles
| Jahr | Titel Album                | Anmerkungen                    |
| ---- | -------------------------- | ------------------------------ |
| 2009 | Hold Up a Light The Circus | Erstveröffentlichung: 2009     |
| 2017 | New Day Wonderland         | Erstveröffentlichung: Mai 2017 |

## Statistik

### Chartauswertung
|                     | DE     | AT    | CH     | UK     | US    |
| ------------------- | ------ | ----- | ------ | ------ | ----- |
| Nummer-eins-Alben   | DE3DE  | AT2AT | CH1CH  | UK9UK  | US—US |
| Top-10-Alben        | DE6DE  | AT5AT | CH5CH  | UK14UK | US—US |
| Alben in den Charts | DE12DE | AT9AT | CH11CH | UK15UK | US1US |

|                       | DE     | AT     | CH     | UK     | US    |
| --------------------- | ------ | ------ | ------ | ------ | ----- |
| Nummer-eins-Singles   | DE2DE  | AT—AT  | CH1CH  | UK12UK | US—US |
| Top-10-Singles        | DE5DE  | AT3AT  | CH6CH  | UK20UK | US1US |
| Singles in den Charts | DE21DE | AT15AT | CH13CH | UK34UK | US1US |

|                          | DE    | AT    | CH    | UK     | US    |
| ------------------------ | ----- | ----- | ----- | ------ | ----- |
| Nummer-eins-Videoalben   | DE—DE | AT—AT | CH—CH | UK8UK  | US—US |
| Top-10-Videoalben        | DE—DE | AT1AT | CH2CH | UK12UK | US—US |
| Videoalben in den Charts | DE—DE | AT1AT | CH2CH | UK12UK | US—US |

### Auszeichnungen für Musikverkäufe
| Goldene Schallplatte - Argentinien - 1996: für das Album Greatest Hits - Australien - 1995: für das Album Nobody Else - 1996: für das Album Greatest Hits - Belgien - 1995: für das Album Nobody Else - 1995: für die Single Back for Good - 1996: für das Album Greatest Hits - Dänemark - 2008: für die Single Shine - 2011: für das Album The Circus - 2011: für die Single The Flood - 2011: für das Streaming The Flood - 2021: für die Single Back for Good - Finnland - 1994: für das Album Everything Changes - Japan - 1996: für das Album Nobody Else - Niederlande - 1996: für das Album Nobody Else - 2010: für das Album Progress - Norwegen - 1997: für das Album Greatest Hits - Schweden - 1995: für das Album Everything Changes - 1996: für das Album Nobody Else - 1996: für das Album Greatest Hits - 2011: für das Album Progress - Spanien - 1995: für das Album Nobody Else - 2024: für die Single Back for Good | Platin-Schallplatte - Australien - 1995: für die Single Back for Good - Belgien - 1995: für das Album Everything Changes - Dänemark - 2007: für die Single Patience - 2007: für das Album Beautiful World - Irland - 2009: für das Album The Greatest Day – Take That Present: The Circus Live - Italien - 2011: für das Album Progress - 2014: für die Single The Flood - Japan - 1997: für das Album Greatest Hits - Kanada - 1996: für das Album Nobody Else - Niederlande - 1994: für das Album Everything Changes - 1996: für das Album Greatest Hits - Spanien - 1996: für das Album Greatest Hits 2× Platin-Schallplatte - Dänemark - 2011: für das Album Progress - Europa - 1994: für das Album Everything Changes - 1996: für das Album Nobody Else - 2008: für das Album The Circus - 2010: für das Album Progress - Irland - 2006: für das Album Beautiful World | 3× Platin-Schallplatte - Europa - 1999: für das Album Greatest Hits - 2008: für das Album Beautiful World - Irland - 2007: für das Album Never Forget – The Ultimate Collection 4× Platin-Schallplatte - Dänemark - 2020: für das Album Greatest Hits 11× Goldene Schallplatte - Taiwan - 1996: für das Album Greatest Hits 6× Platin-Schallplatte - Irland - 2010: für das Album Progress 8× Platin-Schallplatte - Irland - 2008: für das Album The Circus |

Anmerkung: Auszeichnungen in Ländern aus den Charttabellen bzw. Chartboxen sind in ebendiesen zu finden.
| Land/RegionAuszeichnungen für Musikverkäufe (Land/Region, Auszeichnungen, Verkäufe, Quellen) | Silber       | Gold       | Platin         | Verkäufe     | Quellen              |
| -------------------------------------------------------------------------------------------- | ------------ | ---------- | -------------- | ------------ | -------------------- |
| Argentinien (CAPIF)                                                                          | —            | Gold1      | —              | 30.000       | capif.org.ar         |
| Australien (ARIA)                                                                            | —            | 2× Gold2   | Platin1        | 140.000      | aria.com.au          |
| Belgien (BRMA)                                                                               | —            | 3× Gold3   | Platin1        | 125.000      | ultratop.be          |
| Dänemark (IFPI)                                                                              | —            | 5× Gold5   | 8× Platin8     | 277.500      | ifpi.dk              |
| Deutschland (BVMI)                                                                           | —            | 12× Gold12 | 5× Platin5     | 2.750.000    | musikindustrie.de    |
| Europa (IFPI)                                                                                | —            | —          | 14× Platin14   | (14.000.000) | ifpi.org             |
| Finnland (IFPI)                                                                              | —            | Gold1      | —              | 28.260       | ifpi.fi              |
| Irland (IRMA)                                                                                | —            | —          | 20× Platin20   | 300.000      | irishcharts.ie       |
| Italien (FIMI)                                                                               | —            | —          | 2× Platin2     | 90.000       | fimi.it              |
| Japan (RIAJ)                                                                                 | —            | Gold1      | Platin1        | 300.000      | riaj.or.jp           |
| Kanada (MC)                                                                                  | —            | —          | Platin1        | 100.000      | musiccanada.com      |
| Niederlande (NVPI)                                                                           | —            | 2× Gold2   | 2× Platin2     | 225.000      | nvpi.nl              |
| Norwegen (IFPI)                                                                              | —            | Gold1      | —              | 25.000       | ifpi.no              |
| Österreich (IFPI)                                                                            | —            | 3× Gold3   | 2× Platin2     | 145.000      | ifpi.at              |
| Schweden (IFPI)                                                                              | —            | 4× Gold4   | —              | 170.000      | sverigetopplistan.se |
| Schweiz (IFPI)                                                                               | —            | 3× Gold3   | 2× Platin2     | 155.000      | hitparade.ch         |
| Spanien (Promusicae)                                                                         | —            | 2× Gold2   | Platin1        | 80.000       | elportaldemusica.es  |
| Taiwan (RIT)                                                                                 | —            | Gold1      | 5× Platin5     | 279.419      | rit.org.tw           |
| Vereinigtes Königreich (BPI)                                                                 | 10× Silber10 | 8× Gold8   | 100× Platin100 | 28.910.000   | bpi.co.uk            |
| Insgesamt                                                                                    | 10× Silber10 | 49× Gold49 | 165× Platin165 |              |                      |